# (2727) Paton
(2727) Paton – planetoida z pasa głównego asteroid okrążająca Słońce w ciągu 4 lat i 80 dni w średniej odległości 2,61 j.a. Została odkryta 22 września 1979 roku w Krymskim Obserwatorium Astrofizycznym w Naucznym na Półwyspie Krymskim przez Nikołaja Czernycha. Nazwa planetoidy pochodzi od Jewhena Patona i Borysa Patona, ukraińskich naukowców. Przed nadaniem nazwy planetoida nosiła oznaczenie tymczasowe (2727) 1979 SO9.